# Bahnstrecke Sanbornville–Wolfeboro
| Gesellschaft: | zuletzt Wolfeboro Steam RR |                                             |                                             |
| Streckenlänge: | 19,5 km                    |                                             |                                             |
| Spurweite: | 1435 mm (Normalspur)       |                                             |                                             |
| |                            |                                             |                                             |
| Gleise: | 1                          |                                             |                                             |
| \| \| \| \| \| \| \| \| von Jewett \| \| \| \| 0,00 \| Sanbornville NH (früher Wolfeboro Junction) \| Sanbornville NH (früher Wolfeboro Junction) \| \| \| \| nach Conway \| \| \| \| 3,12 \| Brookfield NH \| Brookfield NH \| \| \| 9,29 \| Cotton Valley NH (früher Cottonboro) \| Cotton Valley NH (früher Cottonboro) \| \| \| 14,16 \| Fernald NH \| Fernald NH \| \| \| 16,99 \| Lake Wentworth NH \| Lake Wentworth NH \| \| \| \| Lake Wentworth \| \| \| \| \| Lake Wentworth \| \| \| \| 18,51 \| Wolfeboro Falls NH (früher Mill Village) \| Wolfeboro Falls NH (früher Mill Village) \| \| \| 19,28 \| Wolfeboro NH \| Wolfeboro NH \| \| \| ca. 19,5 \| Wolfeboro Lake Station (nur im Sommer) \| Wolfeboro Lake Station (nur im Sommer) \| |                            |                                             |                                             |
| |                            |                                             |                                             |
| Strecke |                            | von Jewett                                  | von Jewett                                  |
| Dienststation / Betriebs- oder Güterbahnhof | 0,00                       | Sanbornville NH (früher Wolfeboro Junction) | Sanbornville NH (früher Wolfeboro Junction) |
| Abzweig ehemals geradeaus und nach rechts |                            | nach Conway                                 | nach Conway                                 |
| Haltepunkt / Haltestelle (Strecke außer Betrieb) | 3,12                       | Brookfield NH                               | Brookfield NH                               |
| Bahnhof (Strecke außer Betrieb) | 9,29                       | Cotton Valley NH (früher Cottonboro)        | Cotton Valley NH (früher Cottonboro)        |
| Haltepunkt / Haltestelle (Strecke außer Betrieb) | 14,16                      | Fernald NH                                  | Fernald NH                                  |
| Haltepunkt / Haltestelle (Strecke außer Betrieb) | 16,99                      | Lake Wentworth NH                           | Lake Wentworth NH                           |
| Brücke über Wasserlauf (Strecke außer Betrieb) |                            | Lake Wentworth                              | Lake Wentworth                              |
| Brücke über Wasserlauf (Strecke außer Betrieb) |                            | Lake Wentworth                              | Lake Wentworth                              |
| Bahnhof (Strecke außer Betrieb) | 18,51                      | Wolfeboro Falls NH (früher Mill Village)    | Wolfeboro Falls NH (früher Mill Village)    |
| Bahnhof (Strecke außer Betrieb) | 19,28                      | Wolfeboro NH                                | Wolfeboro NH                                |
| Kopfbahnhof Streckenende (Strecke außer Betrieb) | ca. 19,5                   | Wolfeboro Lake Station (nur im Sommer)      | Wolfeboro Lake Station (nur im Sommer)      |

Die Bahnstrecke Sanbornville–Wolfeboro ist eine stillgelegte Bahnstrecke in New Hampshire (Vereinigte Staaten). Am 1. Juli 1868 wurde die Wolfeborough Railroad Company gegründet und sie baute eine 19,3 Kilometer lange normalspurige Nebenstrecke, die von der geplanten Strecke der Portsmouth, Great Falls and Conway Railroad abzweigte und bis Wolfeborough (heute Wolfeboro) am Lake Winnipesaukee führte. Der Knotenbahnhof wurde zunächst Wolfeborough Junction genannt, jedoch am 27. März 1895 in Sanbornville umbenannt.
Der Personenverkehr wurde am 19. August 1872 eröffnet, nachdem bereits ab 1870 Güterzüge verkehrten. Die in Sanbornville anschließende Strecke wurde erst 1871 fertiggestellt. Am 6. Januar 1872 pachtete die Eastern Railroad die Bahngesellschaft für 68 Jahre. Am 30. Juni 1892 wurde die Bahn von der Boston and Maine Railroad zusammen mit der Eastern Railroad aufgekauft.
Im Jahre 1900 verlängerte die Boston&Maine die Strecke um etwa 200 Meter bis zum Ufer des Lake Winnipesaukee. Der neue Endbahnhof wurde nur im Sommer bedient. Am 8. April 1911 wurden der Lokschuppen und die Werkstätten durch einen Brand zerstört. Die B&M baute die Anlagen nicht wieder auf, sondern setzte die Fahrzeuge fortan in Dover instand. In diese Zeit fällt auch die Umbenennung in Wolfeboro Railroad. 1927 begann der Betrieb mit Triebwagen, jedoch stellte die B&M am 16. Mai 1936 den reinen Personenverkehr auf der Strecke ein. Bereits 1935 wurde der Abschnitt vom Bahnhof Wolfeboro bis zum Seebahnhof stillgelegt, aber nicht abgebaut. Noch bis etwa 1950 verkehrten gemischte Züge. Ab den 1960er Jahren verkehrten nur noch Bedarfsgüterzüge.
Nachdem der Güterverkehr auf der Strecke immer defizitärer wurde, wollte die Boston&Maine den Betrieb einstellen. Jedoch fanden sich private Betreiber, die die Wolfeboro Rail Road Company (WRR) gründeten und am 19. Dezember 1972 die Strecke erwarben. Die neuen Eigentümer führten einerseits den spärlichen Güterverkehr fort, betrieben andererseits aber auch einen Touristikdampfzug, der regelmäßig auf der Strecke verkehrte. Sie reaktivierten auch den Seebahnhof in Wolfeboro. Am 28. Januar 1976 erwarb die WRR außerdem die Strecke Concord–Lincoln und betrieb einen Touristikzug auf dieser Strecke. Aus wirtschaftlichen Gründen musste jedoch am 10. November 1977 der Gesamtverkehr auf dieser Bahn eingestellt werden und sie wurde an die New England Southern Railroad verkauft. Mit dem Ende der Fahrsaison 1978 wurde auch der Betrieb auf der Stammstrecke der WRR nach Wolfeboro eingestellt und die Bahn im Juli 1979 an die Wolfeboro Steam Railroad Corporation verkauft, die am 31. Mai 1980 den Betrieb wieder aufnahm. Jedoch verschlechterte sich die Situation immer mehr, sodass mit dem Ende der Saison im Oktober 1985 die Strecke stillgelegt wurde. Die Trasse wurde durch den Staat New Hampshire erworben, um sie für eine spätere Reaktivierung freizuhalten. Das Bahnhofsgebäude in Wolfeboro brannte 1987 nach einem Blitzschlag, wurde aber durch die Gemeinde repariert. Die Gleise von Sanbornville bis Wolfeboro Falls werden für Draisinenfahrten intakt gehalten. Die Trasse dient außerdem als Wander- und Radweg sowie im Winter als Snowmobilpiste.